# Seksuele disfunctie
Een seksuele disfunctie of seksuele stoornis is een beperking of moeilijkheid in de seksuele activiteit. Deze stoornissen kunnen van verschillende aard zijn. De gemeenschappelijke karakteristiek is dat geslachtsgemeenschap niet op een normale manier volbracht kan worden. Zowel mannen als vrouwen kunnen een seksuele stoornis hebben.

## Oorzaken
Seksuele disfunctie kan een psychologische of lichamelijke oorzaak hebben. Problemen bij het verlangen, opwinding en orgasme kunnen veroorzaakt worden door:
- te weinig zin;
- verschil tussen partners in de hoeveelheid zin;
- tegenzin tegen aanraken en vrijen.

Pijn bij geslachtsgemeenschap kan veroorzaakt worden door een lichamelijke aandoening, bijvoorbeeld door vaginale atrofie of te gespannen bekkenbodemspieren). Soms is er geen lichamelijke oorzaak te vinden. Dit kan ertoe leiden dat er geen gemeenschap meer mogelijk is.

## Klachten
Een seksuele disfunctie kan zich op verschillende domeinen manifesteren. Er kunnen problemen zijn met het seksueel verlangen, de seksuele opwinding, het orgasme of er kan pijn optreden bij geslachtsgemeenschap (coïtus). Deze problemen kunnen zich uiten in:
- erectieproblemen;
- te weinig vocht (lubricatie) bij de vagina;
- geen orgasme kunnen beleven (anorgasmie);
- te snel een orgasme of een voortijdige ejaculatie krijgen;
- dyspareunie;
- vaginisme.

## Behandeling
De oorzaak van de problemen kunnen door een arts of seksuoloog worden vastgesteld na medisch en/of psychologisch onderzoek. Is de oorzaak vooral psychologisch, dan kan hulp bij een psycholoog en/of seksuoloog uitkomst bieden. Hierbij kan gekozen worden voor individuele therapie en/of relatietherapie. Is de oorzaak somatisch van aard, dan zijn er diverse behandelopties, afhankelijk van de specifieke oorzaak. Medicatie of glijmiddel kan worden voorgeschreven. Daarnaast kan bekkenfysiotherapie helpen om de functie van de bekkenbodemspieren te verbeteren.